# Operation Active Fence
Operation Active Fence (Operation „Aktiver Zaun“) ist der Titel der NATO-Operation zum Schutz des NATO-Mitglieds Türkei vor Angriffen aus dem im Bürgerkrieg befindlichen Nachbarstaat Syrien. Patriot-Flugabwehrraketen (MIM-104 Patriot Phased Array Tracking Radar to Intercept On Target), ein bodengestütztes Mittelstrecken-Flugabwehrraketen-System zur Abwehr von Flugzeugen, Marschflugkörpern und taktisch ballistischen Kurzstreckenraketen (sowie bedingt auch kleineren Mittelstreckenraketen) sollen das türkische Grenzgebiet zu Syrien schützen. Das Mandat der deutschen Bundeswehr war zunächst mit 400 Mann auf ein Jahr bis Januar 2014 befristet, wurde jedoch zweimal verlängert. Das letzte Mandat lief am 31. Januar 2016 aus.

Türkei (orange) und Syrien (grün)

## Ausgangslage
Im Laufe des Bürgerkrieges schlugen immer wieder Artillerie- oder Mörsergranaten auf der türkischen Seite der Grenze ein. Dies führte zum militärischen und politischen syrisch-türkischen Konflikt 2012. Die türkisch-syrische Grenze ist rund 900 Kilometer lang (Landgrenze). Die Türkei verfügte 2013 über keine eigene Raketenabwehr. Politisch verlangte die türkische Führung 2012 den Rücktritt des syrischen Präsidenten Baschar al-Assad. Im Herbst 2012 wurde bekannt, dass die Türkei NATO-Hilfe, wie z. B. Patriot-Flugabwehrraketen anfordern werde.
Von politischer und militärischer Seite gab es unterschiedliche Einschätzungen zur tatsächlichen Bedrohung der Türkei durch syrische Angriffe. Fest steht, dass das System keine Artilleriegranaten abwehrt, der Beschuss türkischen Grenzgebiets also nur den Anlass, nicht aber den Stationierungsgrund geliefert hat. Stationierungsgrund ist die Befürchtung, dass eine auf immer kleinerem Raum zusammengedrängte syrische Regierung, die der Türkei ein Mitverschulden an ihrem Schicksal zumisst, einen Chemiewaffeneinsatz gegen die Türkei befehlen könnte. Während feststeht, dass Syrien über Sarin-Sprengköpfe und Trägersysteme, also die technische Möglichkeit verfügt, und der Einsatz gegen eine Großstadt je nach Windverhältnissen verheerende Folgen haben könnte, hat die syrische Regierung andererseits erklärt, dass sie diese Waffen niemals gegen Zivilisten einsetzen werde. Die Plausibilität des Bedrohungsszenarios hängt also fast vollständig von einer Bewertung handelnder Personen ab.
Nur Deutschland, die Niederlande und die USA verfügten über das modernste Modell des Patriot-Systems.

## Beschluss der NATO
Die Türkei hatte die NATO im November 2012 offiziell um Beistand gebeten. Die Außenminister der 28 NATO-Staaten beschlossen im Dezember 2012 in Brüssel die Stationierung von Patriot-Raketen. Für drei grenznahe Regionen entsprach die NATO der Türkei, für die Grenzregionen Hatay und Şanlıurfa sowie für fünf weitere Provinzen in Grenznähe lehnte die NATO jedoch eine Stationierung des Systems ab. Nach Angaben von NATO-Diplomaten betonten die NATO-Außenminister in einer Erklärung, dass die Abwehrraketen ausschließlich dem Schutz und der Verteidigung des Bündnispartners Türkei dienen sollten. Sie dürften demnach nicht eingesetzt werden, um eine Flugverbotszone über Syrien zu kontrollieren.
Der damalige russische Präsident Putin bezeichnete diesen Einsatz vor dem Beschluss als „falsch“ und „Provokationen“ sollten unterbleiben. Er ließ verlauten, die Türkei und Russland wollten gemeinsam an „neuen Ideen“ für die Lösung des Konflikts in Syrien arbeiten. Russland ist der wichtigste Verbündete Syriens auf der internationalen Bühne. Zudem bezweifelte der russische Präsident damals, dass Syrien wirklich eine Bedrohung für die Türkei sei: „Syrien ist nicht in der Lage, jemanden anzugreifen.“ Nach dem Beschluss zeigte sich Russlands damaliger Außenminister Sergei Lawrow überraschend milde gestimmt. Er sagte, dies sei Sache der Türkei. Dagegen habe Moskau „keine Einwände“. Allerdings sollte laut Lawrow niemand glauben, dass eine militärische Lösung des Syrien-Konflikts möglich sei.

## Beteiligungen

### Deutsche Beteiligung

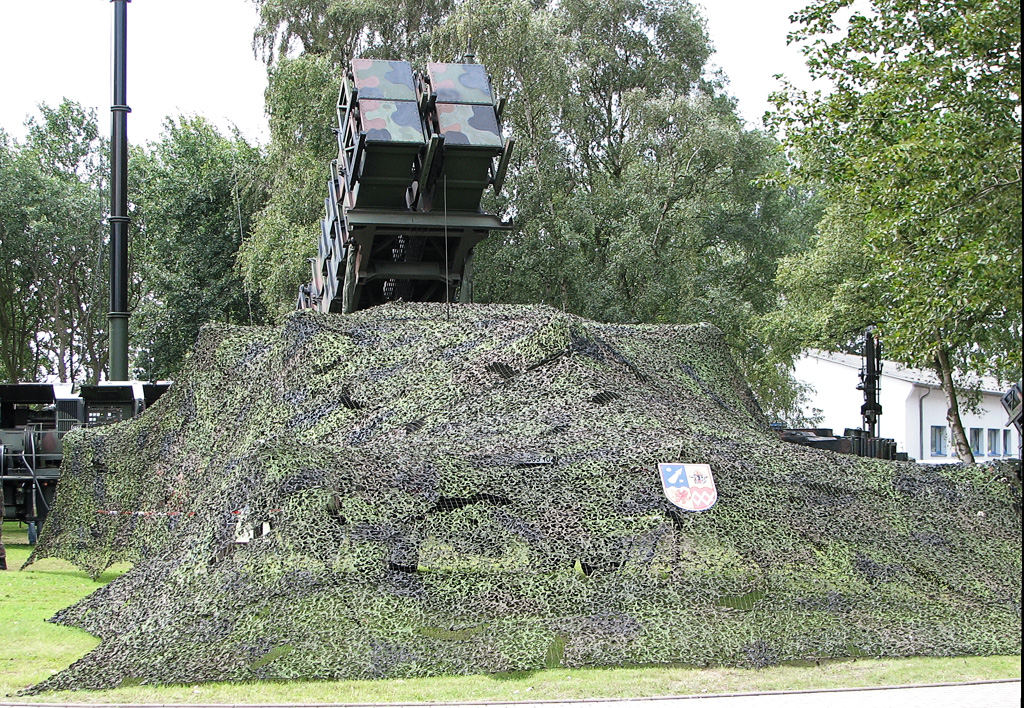
Patriot-System der Bundeswehr; hier ein Startgerät der 4./21 bei der Hanse Sail in Hohe Düne

Das Bundeskabinett stimmte der Entsendung zu und bat den Bundestag um Zustimmung. Am 13. Dezember 2012 stimmte der Deutsche Bundestag mit breiter Mehrheit dem Einsatz deutscher Patriot-Flugabwehrraketen in der Türkei zu. In namentlicher Abstimmung billigten 461 Abgeordnete dieses Bundeswehrmandat, 86 lehnten es ab. Es gab acht Enthaltungen. Der Beschluss enthielt die Genehmigung zur Entsendung von bis zu 400 Soldaten Anfang 2013.
Außenminister Guido Westerwelle (FDP) betonte, bei dem Einsatz handele es sich um eine rein defensive Maßnahme. Der damalige Verteidigungsminister Thomas de Maizière (CDU) sagte nach dem Bundestagsbeschluss: „Ich bedanke mich beim Bundestag für die schnelle Beratung und die breite Zustimmung für das Mandat.“ Der Einsatz war nach einer ersten Mandatsverlängerung im Januar 2014 bis zum Januar 2015 befristet. Im Antrag wurden die Kosten mit 25 Millionen Euro beziffert, im Zeitraum Januar bis Juni 2013 betrugen sie ca. 7 Millionen Euro.
Am 15. August 2015 wurde bekannt, dass das Mandat am 31. Januar 2016 auslaufen und nicht verlängert werden soll.
Der operative Einsatz endete am 15. Oktober 2015. Am selben Tag wurde mit der Vorbereitung für die Rückverlegung begonnen. Der deutsche Einsatz wurde offiziell am 17. November 2015 vom Einsatzführungskommando der Bundeswehr (EinsFüKdoBw) beendet. Beim sogenannten End of Mission Appell sprach der stellvertretende Befehlshaber des EinsFüKdoBw, Generalmajor Thorsten Poschwatta, von einer über die drei Jahre hinweg bestehenden Einsatzbereitschaft von über 99 Prozent des deutschen Kontingents.
Letzter Kontingentführer deutsches Einsatzkontingent AF TUR war Oberst Josef Ipfelkofer.
Der deutsche Beitrag bestand aus zwei Patriot-Staffeln. Zu jeder Staffel gehörten ein Radargerät und drei Startgeräte mit einem lageangepassten Mix aus PAC-2 und PAC-3 Lenkflugkörpern.

### US-Beteiligung
Vor dem Bundestag hatte der damalige US-Verteidigungsminister Leon Panetta die Verlegung von zwei Patriot-Einheiten in die Türkei genehmigt. Der US-Sender CBS News meldete, 400 US-Soldaten sollten verlegt werden, die das Raketenabwehrsystem bedienen.
Am 15. August 2015 wurde bekanntgegeben, dass die US-Streitkräfte im Oktober des Jahres, wenn der Einsatz ausläuft, sich zurückziehen und die Operation beenden werden. Zudem wurde versichert, dass im Falle einer erneuten Notwendigkeit des Raketenabwehrsystems erneut Streitkräfte innerhalb einer Woche bereitgestellt werden könnten.

### Niederländische Beteiligung
Auch die Niederlande beteiligen sich an dem Einsatz mit zwei Batterien. Nach dem deutschen Bundestagsbeschluss entschied die niederländische Regierung, den Einsatz von Patriot-Abwehrraketensystemen zu genehmigen. Mit den Batterien sollten mehr als 360 niederländische Soldaten ein Jahr lang an der türkisch-syrischen Grenze stationiert werden. Der genaue Ort der Stationierung sollte in Abstimmung mit allen beteiligten Ländern festgelegt werden.

### Spanische Beteiligung
Im Januar 2015 wurde das niederländische Kontingent von einem spanischen abgelöst.

### Italienische Beteiligung
Von Juni 2016 bis Dezember 2019 stationierte Italien eine SAMP/T-Flugabwehrbatterie des 4. Flugabwehrregiments bei Kahramanmaraş. Dort befand sich bis 2015 eine deutsche Patriot-Flugabwehreinheit.

## Reaktionen in der Türkei
Die Mehrheit der türkischen Bevölkerung sieht den Einsatz positiv. Allerdings kam es auch zu Demonstrationen gegen die deutsche Beteiligung in mehreren Städten der Türkei am 20. Januar 2013.
Am 22. Januar 2013 kam es in der türkischen Hafenstadt İskenderun zu einem tätlichen Angriff auf deutsche Soldaten durch türkische Zivilisten. Die fünf Bundeswehrangehörigen wurden von etwa 40 Personen angepöbelt und bedrängt. Einem Soldaten wurde ein Sack über den Kopf gezogen, in dem sich ein weißes Pulver befand. Türkische Sicherheitskräfte griffen unmittelbar ein und verhinderten eine weitere Eskalation. Bei dem Vorfall wurde kein deutscher Soldat verletzt. Der „Bund Türkischer Jugendlicher“ (TGB) bekannte sich zu dieser Aktion.

## Entsendung
Am 6. Januar 2013 berichtete die türkische Zeitung Hürriyet, dass bereits eine US-Vorhut auf dem Luftwaffenstützpunkt Incirlik in der Türkei eingetroffen sei. Erstes Personal und Ausrüstung landete bereits am 3. Januar und mehrere Flugzeuge, die Angehörige der 3-2 Air Defense Artillery (ADA) an Bord hatten, zogen nach. Insgesamt 400 US-Soldaten sollen in Incirlik stationiert werden. Die Amerikaner wurden in Gaziantep, 50 Kilometer nördlich von der syrischen Grenze, stationiert. Koordiniert wird der Einsatz vom in Stuttgart ansässigen Hauptquartier der US-Streitkräfte in Europa.
Das dänische RoRo-Schiff Suecia Seaways nahm am Morgen des 6. Januar im Travemünder Hafen das gesamte Material für den Einsatz in der türkischen Stadt Kahramanmaraş auf. Die Flugabwehrraketengeschwader 1 und 2, die Soldaten der 6. Kompanie des Logistikbataillons 161 und des Logistikzentrums der Bundeswehr aus Wilhelmshaven waren für die Organisation der Verlegung zuständig. Die Verlegung von Fahrzeugen und Containern erfolgte mit Unterstützung der Streitkräftebasis. Zusätzlich wurden auch die Sonderfahrzeuge der ABC-Abwehrtruppe (ABC-Spürpanzer Fuchs, TEP 90) sowie des Sanitätsdienstes angeliefert und verladen. 304 Fahrzeuge und über 100 Container incl. Einsatzfahrzeuge der Feldjäger sowie Gerät des IT-Sektors aus Fürstenfeldbruck und Sonderfahrzeuge (Kranfahrzeuge, Lkw) des Logistikbataillons wurden eingeschifft. Mit 3520 Tonnen Material verließ das Schiff Travemünde in Richtung Emden, wo es weiteres Material aufnahm. Am 21. Januar erreichte das Schiff den türkischen Hafen İskenderun.
Am 20. Januar 2013 wurden 240 Bundeswehrsoldaten als Hauptkontingent von Berlin aus in die Türkei verlegt. Stationiert waren sie im südtürkischen Kahramanmaraş und betrieben dort in der nördlich am Stadtrand gelegenen Gazi-Kaserne die Patriot-Flugabwehrsysteme. Die Soldaten stammten überwiegend aus den Flugabwehrraketengruppen 21 (Sanitz) und 24 (Bad Sülze) in Mecklenburg-Vorpommern und gehörten zum „Deutschen Einsatzmodul Operation Active Fence Turkey“. Unter ihnen waren auch Sanitäter und Soldaten der ABC-Abwehrtruppe zum Schutz gegen atomare, biologische und chemische Angriffe.
Die Niederländer sind in Adana/Incirlik stationiert, etwa 100 Kilometer westlich der syrischen Grenze.
Am 21. Januar flogen 250 Soldaten von Eindhoven ab in die Türkei.

## Einsatz
Am 30. Januar 2013 waren alle Patriot-Systeme einsatzbereit.

## Militärische Auszeichnungen

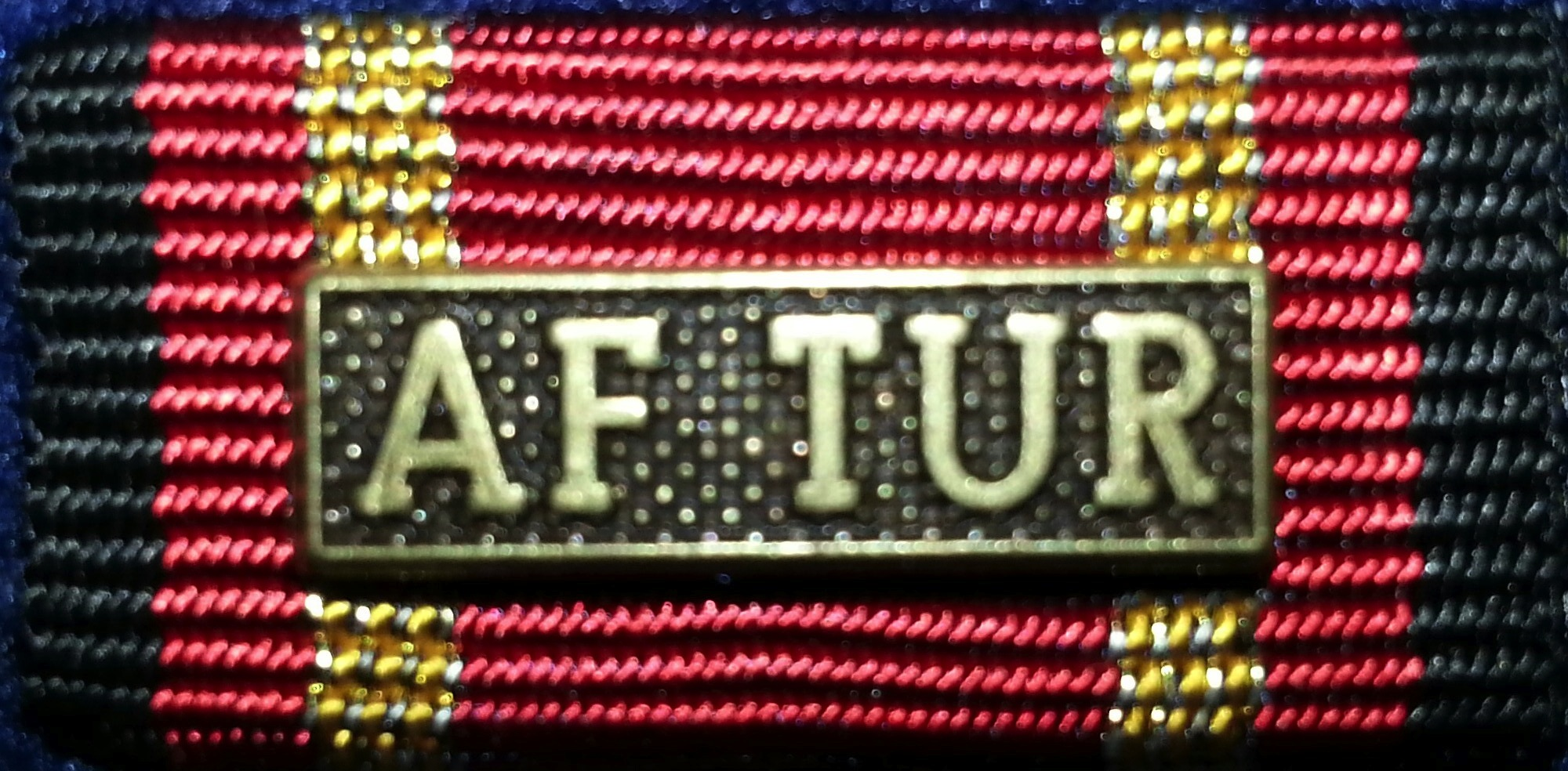
Einsatzmedaille AF TUR (Hier: Bandschnalle)

Die Bundeswehr verleiht für Einsatzkräfte, die an der Operation teilgenommen haben, die
Einsatzmedaille AF TUR.

## Rezeption
Die Reichweite der stationierten Patriot-Raketen war kürzer als die Entfernung ihrer Stationierungsorte zur türkisch-syrischen Grenze, womit die politische Einschränkung auf eine rein defensive Rolle in geographische Fakten umgesetzt wurde. In Deutschland ermöglichte dies die Zustimmung der Grünen zur Stationierung und damit die gewünschte breite Mehrheit im Bundestag.
Ferner dauerten Verlegung und Herstellung der Einsatzbereitschaft mehrere Wochen. Die ausgewählten Stationierungsorte bei der gegebenen Reichweite und die lange Verlegungsdauer ließen anstatt eines rein militärischen vielmehr auf einen politischen Charakter des Einsatzes schließen. Daher wurde argumentiert, der Einsatz diene zur Demonstration von Bündnissolidarität mit der Türkei, zur Rückversicherung für das Land und zur weiteren strategischen Anbindung der Türkei an den Westen. Hingegen bewerteten Kritiker des Einsatzes wie Jan van Aken die Stationierung der Raketen als einen weiteren Schritt hin zu einer militärischen Eskalation des Konflikts.